# Gambela
Gambela (amharsky ጋምቤላ), plným názvem Stát lidu Gambela, je jedním ze svazových států (kililoch) Etiopie. Jeho hlavním městem je stejnojmenné město.
Obyvatelstvo tvoří Nuerové 46,66 %, Anuakové 21,16 % (pro které je Gambela jejich vlastí), Omotikové 7.31 %, Mezhengerové 4 %, Amharové 8,42 %, Oromové 4,83 %, Kambaatové 1,44 %, Tigrajové 1,32 % a další.
Z náboženství má nejvíce věřících protestantství 70 %, 16,8 % jsou pravoslavní, 4,9 % jsou muslimové, 3,8 % praktikuje tradiční náboženství a 3,4 % jsou katolíci.